# Древесница Киртланда
Древесница Киртланда, или мичиганский лесной певун (лат. Setophaga kirtlandii) — вид певчих птиц семейства древесницевых, названный в честь Дж. П. Киртланда, доктора, политика и натуралиста из Огайо.

## Описание
Древесница Киртланда является самым крупным представителем рода Setophaga, достигает длины 14—15 см и массы от 12,3 до 16 г. У взрослых самцов верхняя часть тела серовато-голубого цвета с рассеянными чёрными прожилками на мантии. Нижняя часть тела жёлтая с чёрными прожилками по бокам. Характерной характеристикой являются уздечка чёрного цвета и раздвоенное белое окологлазное кольцо. Самки имеют более бледную окраску оперения с коричневым оттенком, чёрной уздечки нет. Молодые особи с сероватыми прожилками и пятнышками на горле.
Гнездовой ареал певунов Киртланда ограничен территорией штата Мичиган. Зимуют на Кубе и Багамских островах.